# Bernardo Estuardo

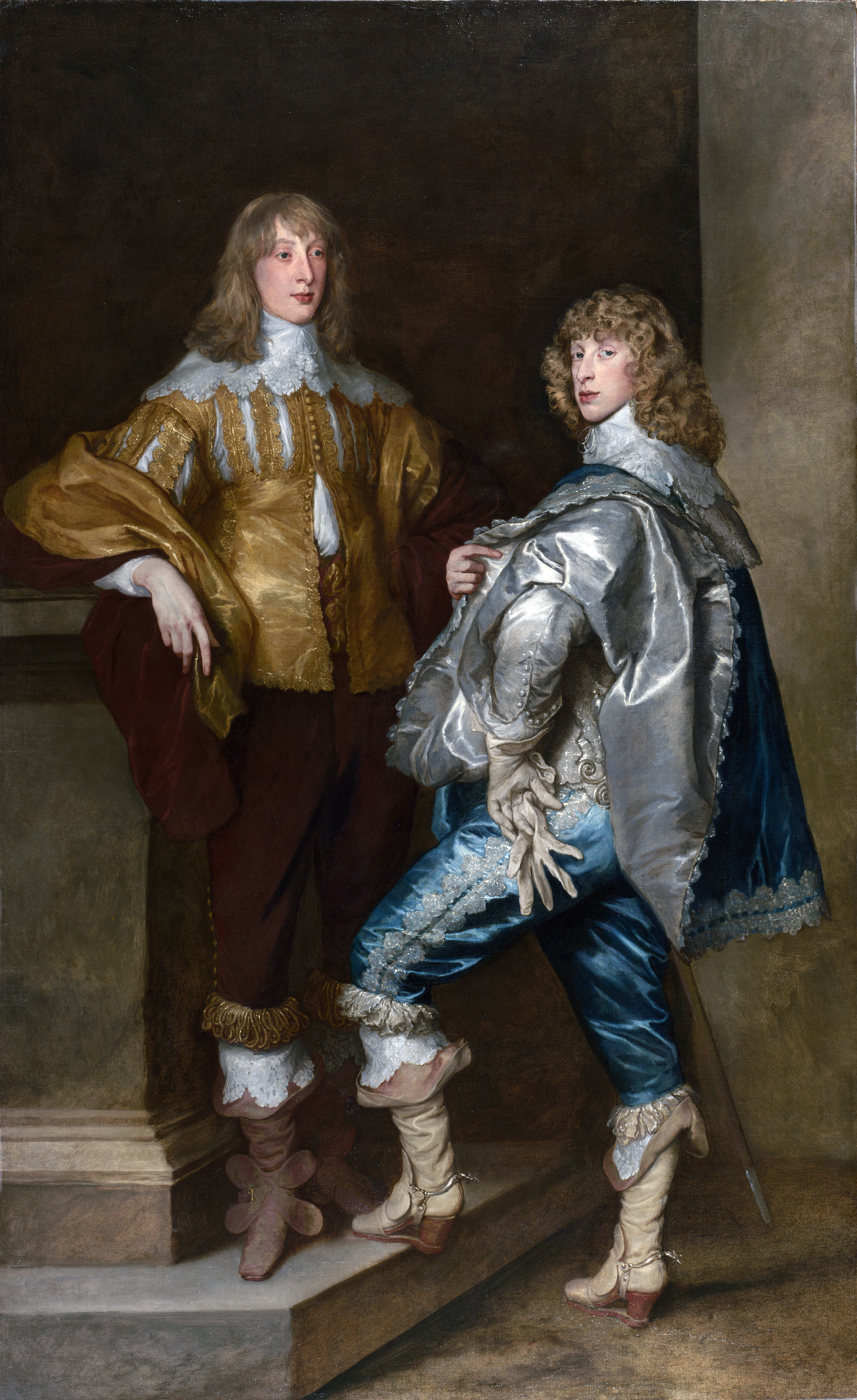
Lord Bernardo Estuardo, c. 1638 (derecha), retratado junto a su hermano mayor Lord Juan Estuardo.

Lord Bernardo Estuardo (1623-26 de septiembre de 1645), fue un aristócrata franco-escocés que sirvió como comandante del Ejército Realista durante la Guerra Civil Inglesa.

## Primeros años de vida
Era el más joven de los cinco hijos de Esmé Estuardo, III duque de Lennox (1579-1624) y de su esposa Katherine Clifton, segunda baronesa Clifton. Su hermano mayor fue Jacobo Estuardo, primer duque de Richmond, cuarto duque de Lennox. Era primo tercero del rey Carlos I de Inglaterra, ambos descendientes en la línea masculina de John Estuardo, III conde de Lennox. 

## Vida pública
Se desempeñó como comandante realista en la Guerra Civil Inglesa. Lord Bernard iba a ser nombrado Conde de Lichfield por el rey Carlos I por sus acciones en la primera y segunda Batallas de Newbury y en la Batalla de Naseby, pero murió muere días antes de la ceremonia de investidura a causa de las heridas recibidas liderando una salida contra las fuerzas parlamentarias sitiadoras en la Batalla de Rowton Heath en septiembre de 1645, antes de que se redactaran las cartas patentes necesarias, Lord Bernardo Estuardo contaba con solo 22 años y era soltero.
Los títulos de barón Newbury y conde de Lichfield fueron creados en diciembre de 1645 para su sobrino de seis años, Carlos Estuardo, tercer duque de Richmond, sexto duque de Lennox (1639-1672), hijo del hermano mayor de Bernard, Jorge Estuardo, 9º Señor de Aubigny, asesinado en la Batalla de Edgehill en 1642. Su hermano mayor, Lord Juan Estuardo (1621-1644), también murió durante la Guerra Civil.